# Wyszcza liha (2000/2001)
Wyszcza liha w piłce nożnej 2000/2001 – X edycja najwyższych w hierarchii rozgrywek ligowych ukraińskiej klubowej piłki nożnej. Sezon rozpoczął się 12 lipca 2000, a zakończył się 19 czerwca 2001.

## Drużyny
Zespoły występujące w Wyszczej Lidze 2000/2001
- CSKA Kijów
- Dnipro Dniepropetrowsk
- Dynamo Kijów
- Karpaty Lwów
- Krywbas Krzywy Róg
- Metalist Charków
- Metałurh Donieck
- Metałurh Mariupol
- Metałurh Zaporoże
- Nywa Tarnopol
- Stal Ałczewsk
- Szachtar Donieck
- Tawrija Symferopol
- Worskła Połtawa

Uwagi
- – zespoły, które awansowały z Pierwszej ligi edycji 1999/2000

## Stadiony
| Lp. | Klub                   | Miasto          | Stadion               | Pojemność |
| --- | ---------------------- | --------------- | --------------------- | --------- |
| 1   | CSKA Kijów             | Kijów           | Stadion CSKA          | 12 000    |
| 2   | Dnipro Dniepropetrowsk | Dniepropetrowsk | Stadion Dnipro Meteor | 24 381    |
| 3   | Dynamo Kijów           | Kijów           | Stadion Dynamo        | 16 873    |
| 4   | Karpaty Lwów           | Lwów            | Stadion Ukraina       | 28 051    |
| 5   | Krywbas Krzywy Róg     | Krzywy Róg      | Stadion Metałurh      | 29 782    |
| 6   | Metalist Charków       | Charków         | Stadion Metalist      | 43 000    |
| 7   | Metałurh Donieck       | Donieck         | Stadion Metałurh      | 5 094     |
| 8   | Metałurh Mariupol      | Mariupol        | Stadion Illicziweć    | 12 680    |
| 9   | Metałurh Zaporoże      | Zaporoże        | Stadion Metałurh      | 11 883    |
| 10  | Nywa Tarnopol          | Tarnopol        | Stadion Miejski       | 16 450    |
| 11  | Stal Ałczewsk          | Ałczewsk        | Stadion Stal          | 9 200     |
| 12  | Szachtar Donieck       | Donieck         | Stadion Szachtar      | 31 718    |
| 13  | Tawrija Symferopol     | Symferopol      | Stadion Łokomotyw     | 20 000    |
| 14  | Worskła Połtawa        | Połtawa         | Stadion Worskła       | 24 795    |

## Końcowa tabela
| #  | Klub                    | M  | Z  | R  | P  | Gole  | Pkt |
| 1  | Dynamo Kijów            | 26 | 20 | 4  | 2  | 58-17 | 64  |
| 2  | Szachtar Donieck        | 26 | 19 | 6  | 1  | 71-21 | 63  |
| 3  | Dnipro Dniepropietrowsk | 26 | 17 | 4  | 5  | 37-18 | 55  |
| 4  | Metałurh Mariupol       | 26 | 13 | 4  | 9  | 35-26 | 43  |
| 5  | Metałurh Donieck        | 26 | 11 | 9  | 6  | 30-24 | 42  |
| 6  | CSKA Kijów              | 26 | 10 | 10 | 6  | 30-23 | 40  |
| 7  | Tawrija Symferopol      | 26 | 8  | 9  | 9  | 24-31 | 33  |
| 8  | Metałurh Zaporoże       | 26 | 8  | 8  | 10 | 27-31 | 32  |
| 9  | Metalist Charków        | 26 | 8  | 7  | 11 | 27-37 | 31  |
| 10 | Karpaty Lwów            | 26 | 9  | 3  | 14 | 33-42 | 30  |
| 11 | Krywbas Krzywy Róg      | 26 | 6  | 6  | 14 | 22-36 | 24  |
| 12 | Worskła Połtawa         | 26 | 6  | 5  | 15 | 16-29 | 23  |
| 13 | Stal Ałczewsk           | 26 | 3  | 6  | 17 | 19-49 | 15  |
| 14 | Nywa Tarnopol           | 26 | 2  | 3  | 21 | 20-65 | 9   |

Legenda:
|  | - Liga Mistrzów UEFA |
|  | - Puchar UEFA        |
|  | - Puchar Intertoto   |
|  | - spadek             |

## Najlepsi strzelcy
| #  | Strzelec               | Drużyna                        | Mecze | Bramki(karne) |
| -- | ---------------------- | ------------------------------ | ----- | ------------- |
| 1  | Andrij Worobiej        | Szachtar Donieck               | 24    | 21 (4)        |
| 2  | Iwan Hecko             | Metalist Charków               | 22    | 14 (4)        |
| 3  | Serhij Atelkin         | Szachtar Donieck               | 21    | 11            |
| 3  | Ołeksandr Rykun        | Metałurh Mariupol              | 25    | 11 (3)        |
| 5  | Ołeksandr Mełaszczenko | Dynamo Kijów / Worskła Połtawa | 26    | 10            |
| 6  | Stepan Mołokućko       | Metałurh Mariupol              | 22    | 9 (1)         |
| 6  | Hennadij Zubow         | Szachtar Donieck               | 24    | 9 (1)         |
| 8  | Georgi Demetradze      | Dynamo Kijów                   | 12    | 8 (1)         |
| 8  | Wasyl Szwed            | Karpaty Lwów                   | 26    | 8             |
| 10 | Julius Aghahowa        | Szachtar Donieck               | 8     | 7             |
| 10 | Artem Jaszkin          | Dynamo Kijów                   | 23    | 7             |
| 10 | Walancin Bialkiewicz   | Dynamo Kijów                   | 23    | 7 (1)         |
| 10 | Serhij Zakarluka       | CSKA Kijów                     | 23    | 7 (3)         |
| 10 | Serhij Popow           | Szachtar Donieck               | 25    | 7             |

## Medaliści
(liczba meczów i goli w nawiasach)
| 1. Dynamo Kijów |
| Bramkarzy: Ołeksandr Szowkowski (19 / -9), Wjaczesław Kernozenko (5 / -5), Illa Błyzniuk (2 / -3). Obrońcy: Andrij Nesmaczny (25 / 3), Ołeksandr Hołowko (25 / 1), Jurij Dmytrulin (23), Władysław Waszczuk (21), László Bodnár (19 / 1), Serhij Fedorow (7), Goran Gavrančić (6 / 1). Pomocnicy: Walancin Bialkiewicz (23 / 7), Artem Jaszkin (23 / 7), Alaksandar Chackiewicz (19 / 4), Florin Cernat (13 / 5), Georgi Peew (13 / 1), Hennadij Moroz (9 / 3), Andrij Husin (9 / 1), Witalij Łysycki (6 / 2), Aleksiej Gierasimienko (6), Dmytro Mychajłenko (5), Wasyl Kardasz (4), Witalij Kosowski (1). Napastnicy: Maksim Shatskix (14 / 3), Ołeksandr Mełaszczenko (13 / 8), Władimir Kuźmiczow (11 / 2), Serhij Serebrennikow (7), Ołeh Wenhłynski (1). Trener: Walery Łobanowski. Odeszli w sezonie: Giorgi Demetradze (12 / 8) (Real Sociedad), Kacha Kaladze (8) (AC Milan). |
| 2. Szachtar Donieck |
| Bramkarzy: Jurij Wirt (26 / -21). Obrońcy: Mychajło Starostiak (23 / 1), Isaac Okoronkwo (18), Dainius Gleveckas (17), Assane N’Diaye (11 / 1), Wjaczesław Szewczuk (11), Andrij Koniuszenko (9). Pomocnicy: Serhij Popow (25 / 7), Anatolij Tymoszczuk (25 / 4), Hennadij Zubow (24 / 9), Aleksiej Bachariew (24 / 2), Marian Aliuță (24 / 1), Witalij Abramow (17), Wałerij Krywencow (7), Serhij Kowalow (6 / 1), Ołeh Pestriakow (2), Jarosław Choma (1). Napastnicy: Andrij Worobiej (24 / 21), Serhij Atelkin (21 / 11), Julius Aghahowa (18 / 7), Ołeksij Bielik (11 / 2), Igor Striełkow (4 / 1), Ołeksij Haj (3). Trener: Wiktor Prokopenko. Odeszli w sezonie: Marian Savu (8 / 3) (Metałurh Donieck), Aleksandr Szmarko (3) (Rostsielmasz Rostów nad Donem), Hennadij Orbu (2) (Worskła Połtawa).                                                                           |
| 3. Dnipro Dniepropetrowsk |
| Bramkarzy: Mykoła Medin (26 / -18). Obrońcy: Ołeksandr Pokłonski (24 / 1), Serhij Zadorożny (24 / 1), Wołodymyr Heraszczenko (23 / 5), Ołeksandr Hrycaj (20), Władysław Zubkow (13), Wołodymyr Jezerski (12 / 3), Bohdan Szerszun (7), Hennadij Kozar (5). Pomocnicy: Andrij Zubczenko (25 / 2), Andrij Spiwak (21 / 3), Serhij Walajew (21 / 3), Roman Maksymiuk (13 / 3), Siergiej Kosiłow (13), Serhij Matiuchin (7), Rusłan Rotań (7), Witalij Bielikow (4), Serhij Konowałow (4). Napastnicy: Wałentyn Połtaweć (23 / 4), Ołeh Szełajew (22 / 6), Wołodymyr Maziar (13 / 4), Andrij Hołowko (12 / 1), Jurij Słabyszew (6), Ołeh Hrycaj (5 / 1), Witalij Tarasenko (2). Trener: Mykoła Fedorenko. Odeszli w sezonie: Micheil Pocchweria (7) (Merani-91 Tbilisi), Serhij Szewcow (2) (Dyskobolia Grodzisk Wielkopolski).                                                            |

Uwaga: Piłkarze oznaczone kursywą występowali również na innych pozycjach.